# Voorouder
Een voorouder is iemand van wie men afstamt.

## Definities
In de meest strikte zin worden met voorouders de persoonlijke verwanten in rechte opgaande lijn bedoeld, met uitzondering van de ouders. In ruimere zin kunnen echter ook de gezamenlijke verwanten uit vroegere tijd van de nu levende mensheid bedoeld worden. De voorouders zijn soms ook het al dan niet mythische voorgeslacht van een familie, dorpsgemeenschap, clan, bevolkingsgroep of natie. In vele culturen worden de voorouders uit vroeger tijden vereerd. Dit gebruik, dat in het christendom niet voorkomt, wordt voorouderverering genoemd.
Ook in de evolutiebiologie wordt de term gehanteerd. In die hoedanigheid worden met voorouders de verwanten van een soort bedoeld. Zo worden Australopithecus sediba en A. afarensis gezien als voorouders van de moderne mensen.
De term wordt daarnaast ook gehanteerd in de benamingen voor generaties in een kwartierstaat. In die zin wordt met voorouder de persoon in de 34ste generatie bedoeld, teruggerekend van de proband.

## Gemeenschappelijke voorouder
De gemeenschappelijke voorouder is het individu waar twee of meerdere individuen of soorten van afstammen.

## Recentste gemeenschappelijke voorouder
De recentste gemeenschappelijke voorouder van een verzameling organismen is het recentste individu dat een voorouder is van alle individuen, met uitzondering van zichzelf.